# Långsjöskolan

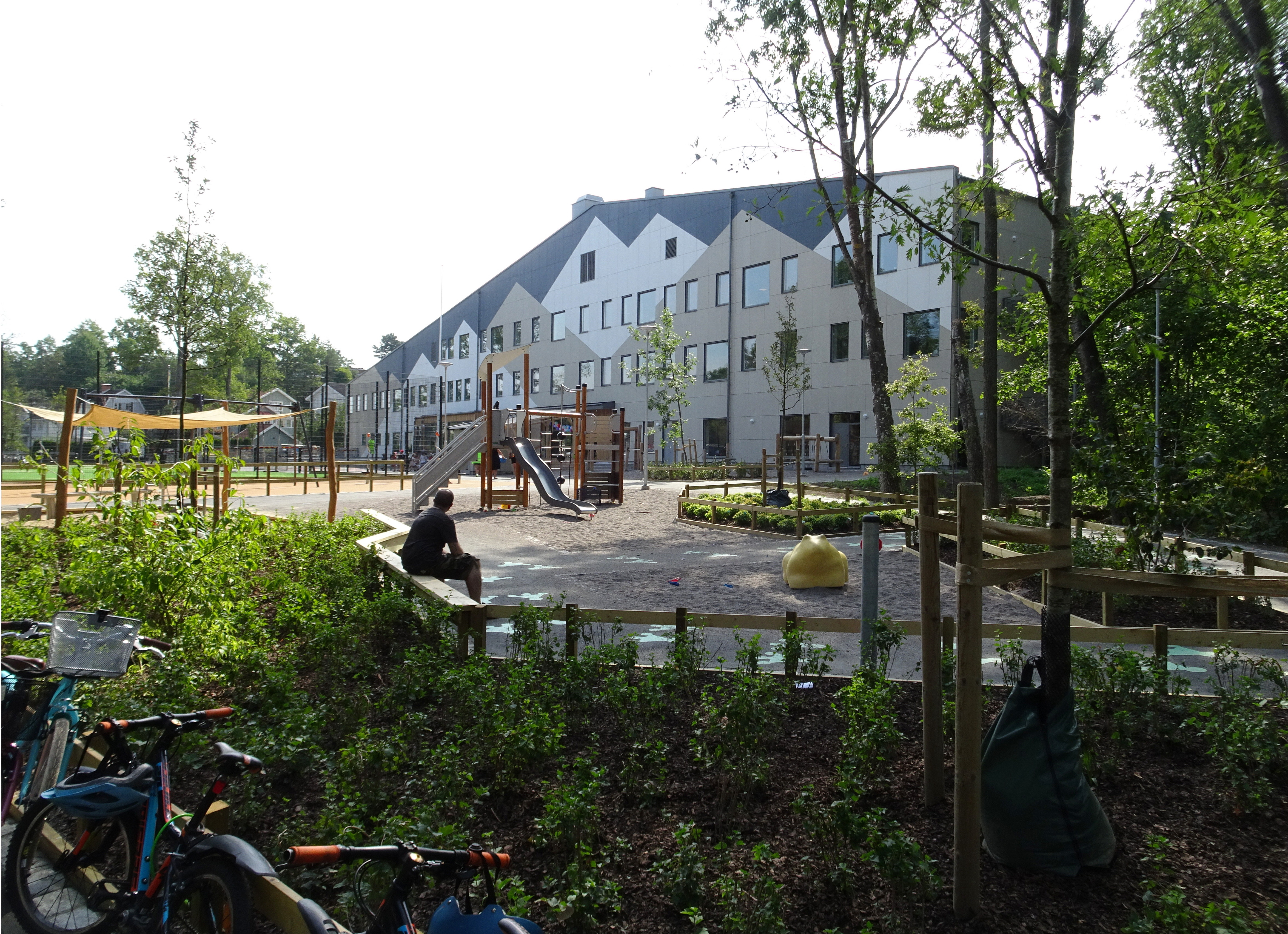
Långsjöskolan i augusti 2022.

Långsjöskolan är en kommunal grundskola vid Lövsångarvägen 30 i kommundelen Segeltorp i Huddinge kommun. Skolan invigdes till höstterminen 2022 och ger plats åt 360 elever för årskurserna F-3. 

## Byggnad

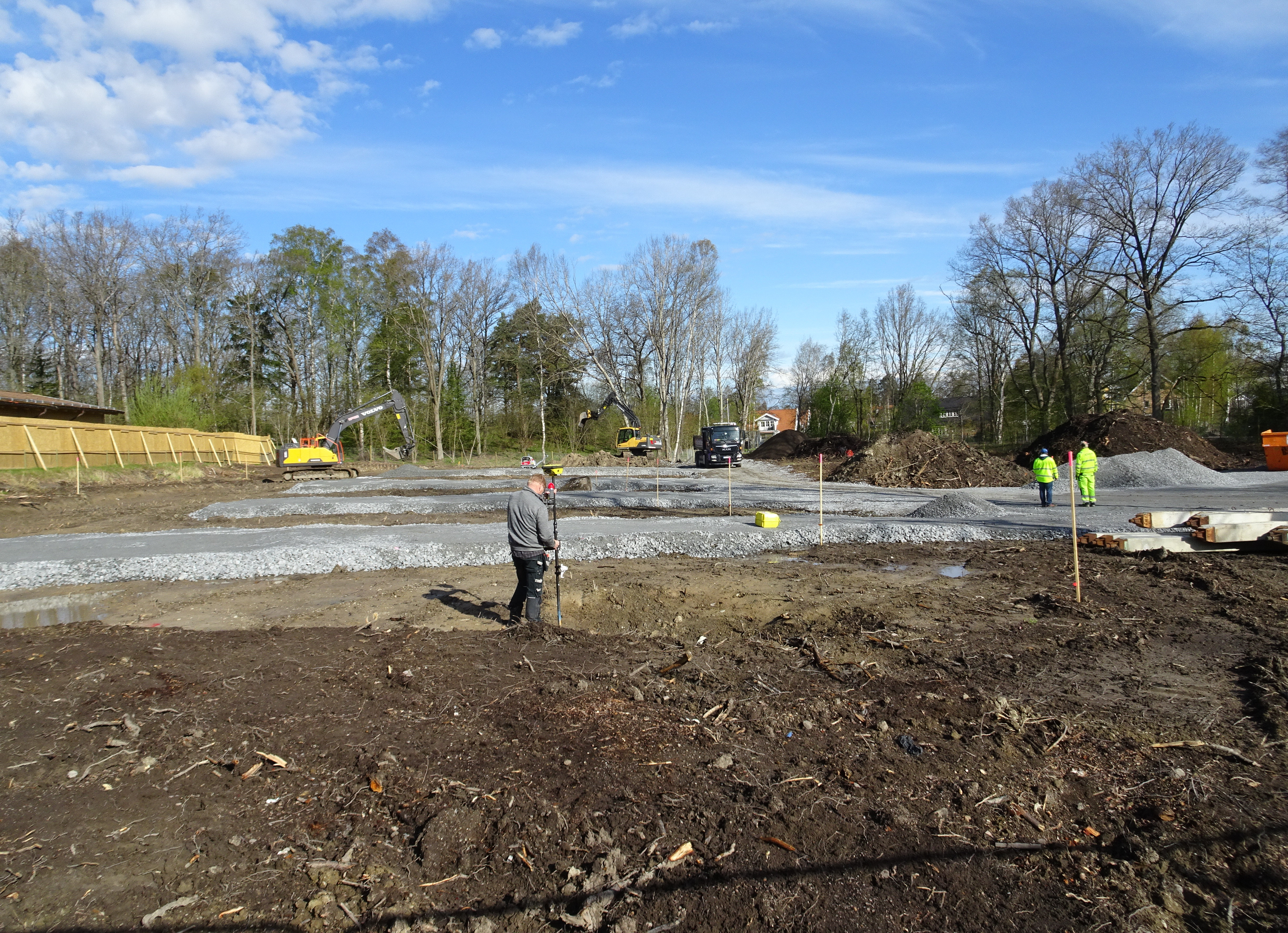
Byggarbetsplatsen i maj 2020.

Skolhuset uppfördes på ett tidigare skogsområde intill förskolorna Lövsångaren och Trädgårdssångaren och nära Gömmarens naturreservat. Namnet härrör från närbelägna Långsjön. Tyréns arkitekter ritade skolan i ett tidigt skede medan danska Arkitema Architects  tog över den slutliga projekteringen. Byggherre var Huddinge Samhällsfastigheter. Byggstarten fördröjdes i flera år på grund av att detaljplanen överklagades av grannar.
Skolhuset består av en lång och smal byggnadskropp i en till tre våningar med ett flackt sadeltak. En ursprunglig planerat träliknande fasadbeklädnad byttes mot fasadskivor i tre kulörer som liknar gavelspetsar eller bergstoppar i olika höjd. Projektet utfördes i form av utförandeentreprenad där Byggmästarna i Nyköping blev utsedd till generalentreprenör. Byggstart var den 6 april 2020 och skolan togs i bruk den 17 augusti 2022. Invigningen skedde den 3 september 2022 med bland annat uppträdanden och tal av kommunstyrelsens ordförande Daniel Dronjak.

## Verksamhet
Långsjöskolan tillhör sedan 1 augusti 2022 Segeltorpsskolans rektorsområde. Rektorsområdet består av tre grundskolor, Långsjöskolan årskurser F–3, Skansbergsskolan årskurser F–3 och Segeltorpsskolan årskurser 4–9. Långsjöskolan ger plats åt upp till 360 elever och ett 30-tal medarbetare. Skolans ledningsgrupp består av en rektor och två biträdande rektorer. Rektorn har det övergripande ansvaret, medan biträdande rektorer, tillsammans med rektorn, har det operativa ansvaret för skolan. I byggnaden finns även en egen gymnastiksal och ett eget skolbibliotek. Skolmaten tillagas i eget kök.

## Bilder

Exteriör
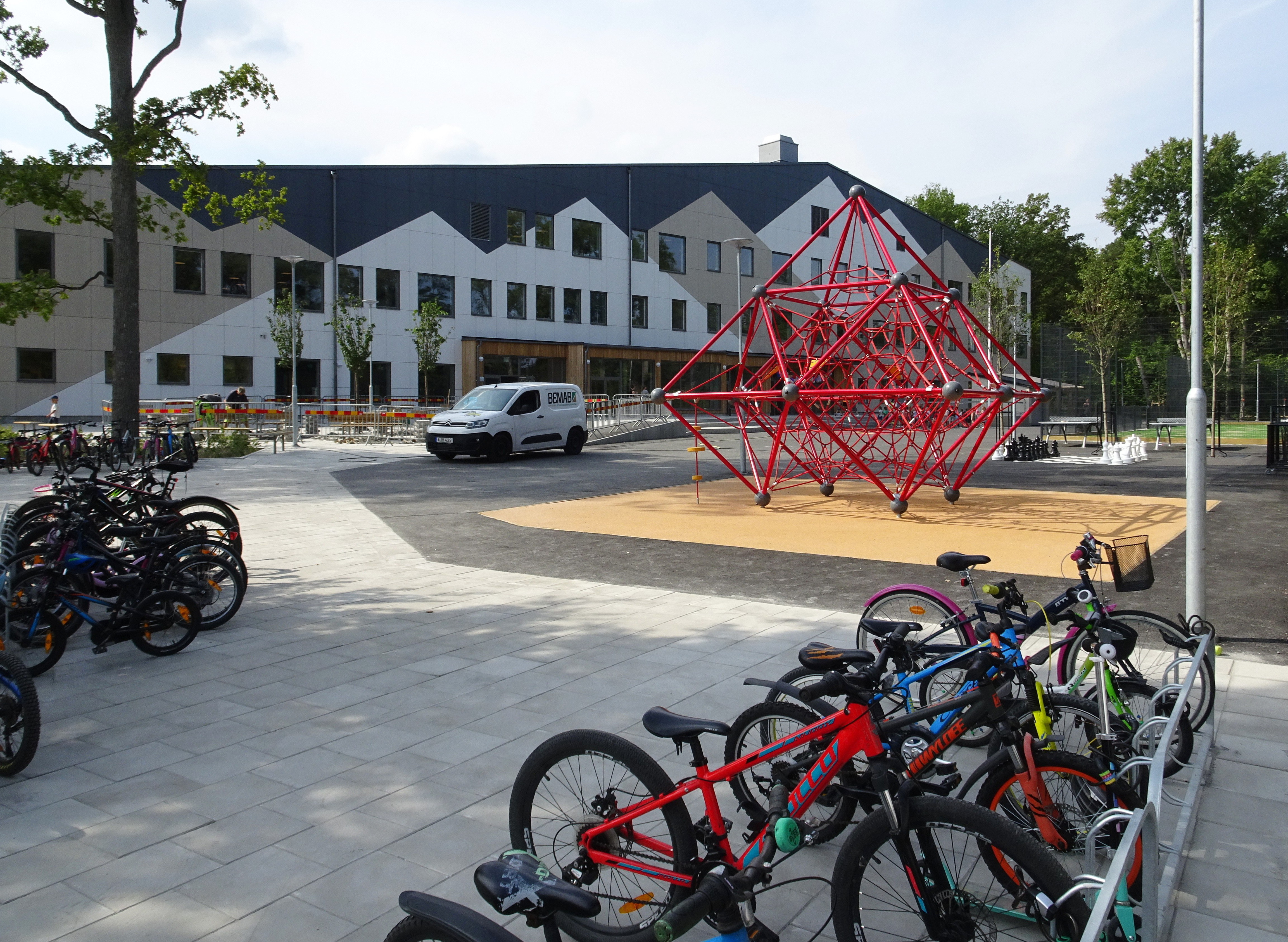
Skolgården.
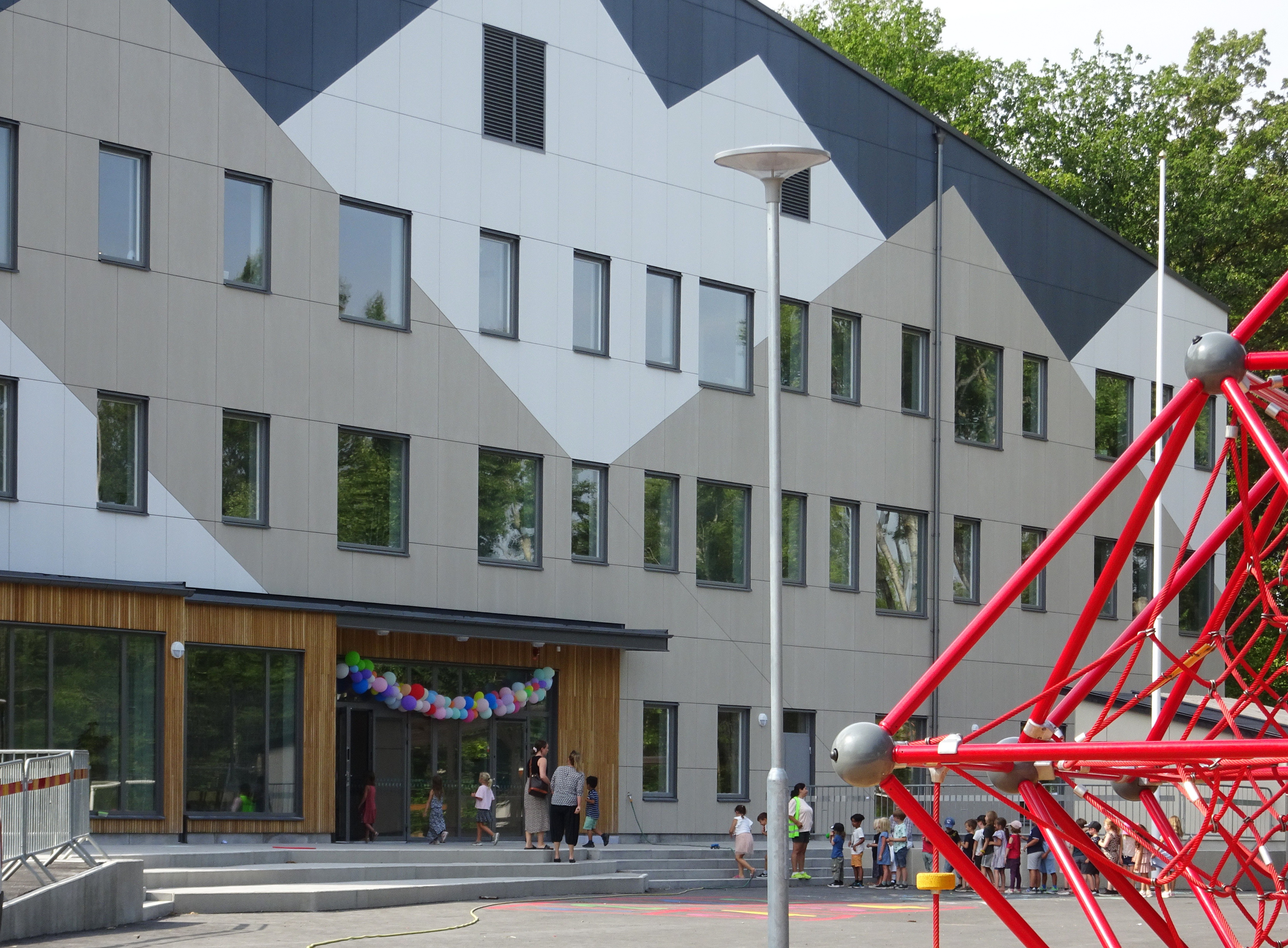
Fasaden mot skolgården.
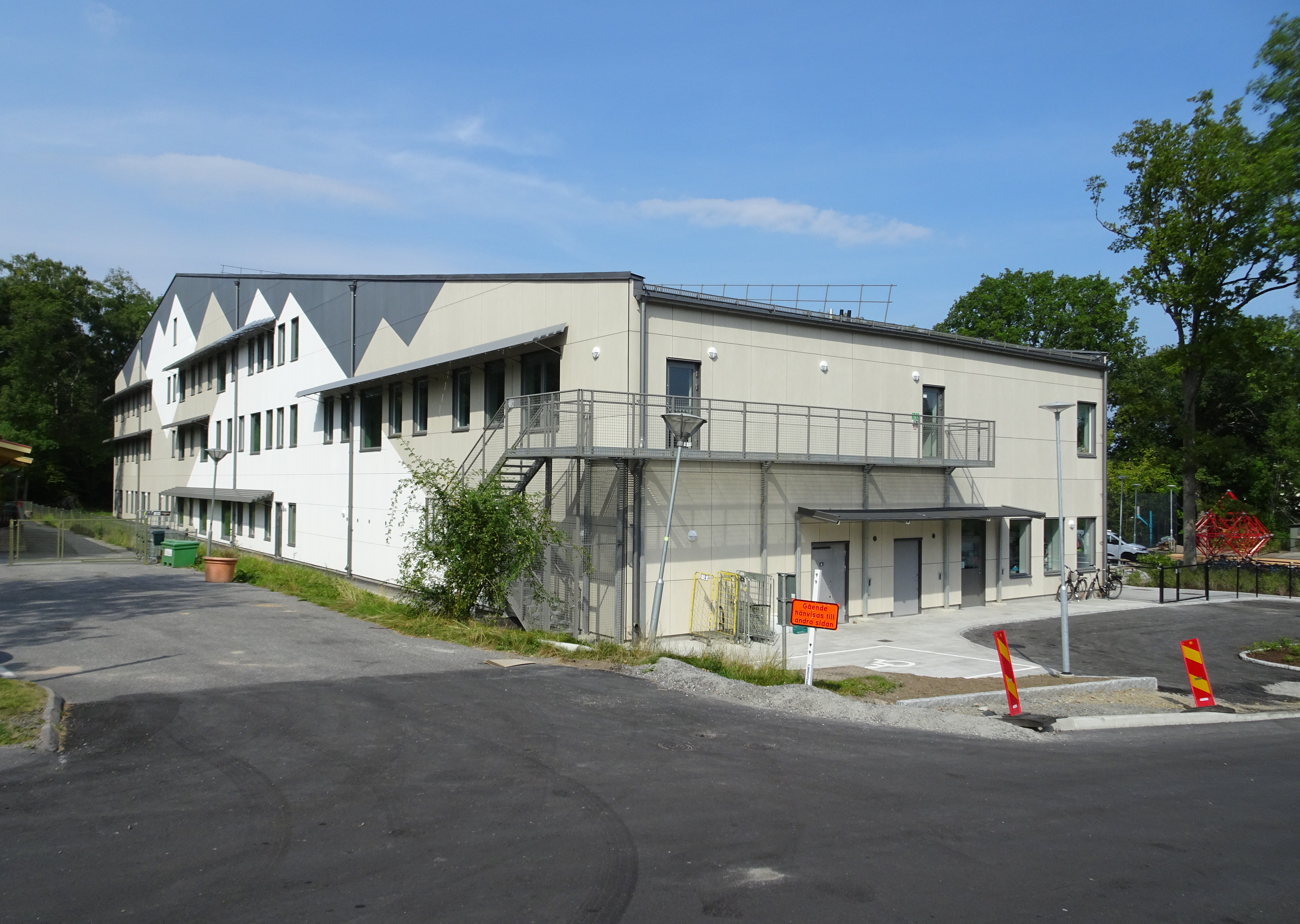
Fasaden mot Lövsångarvägen.
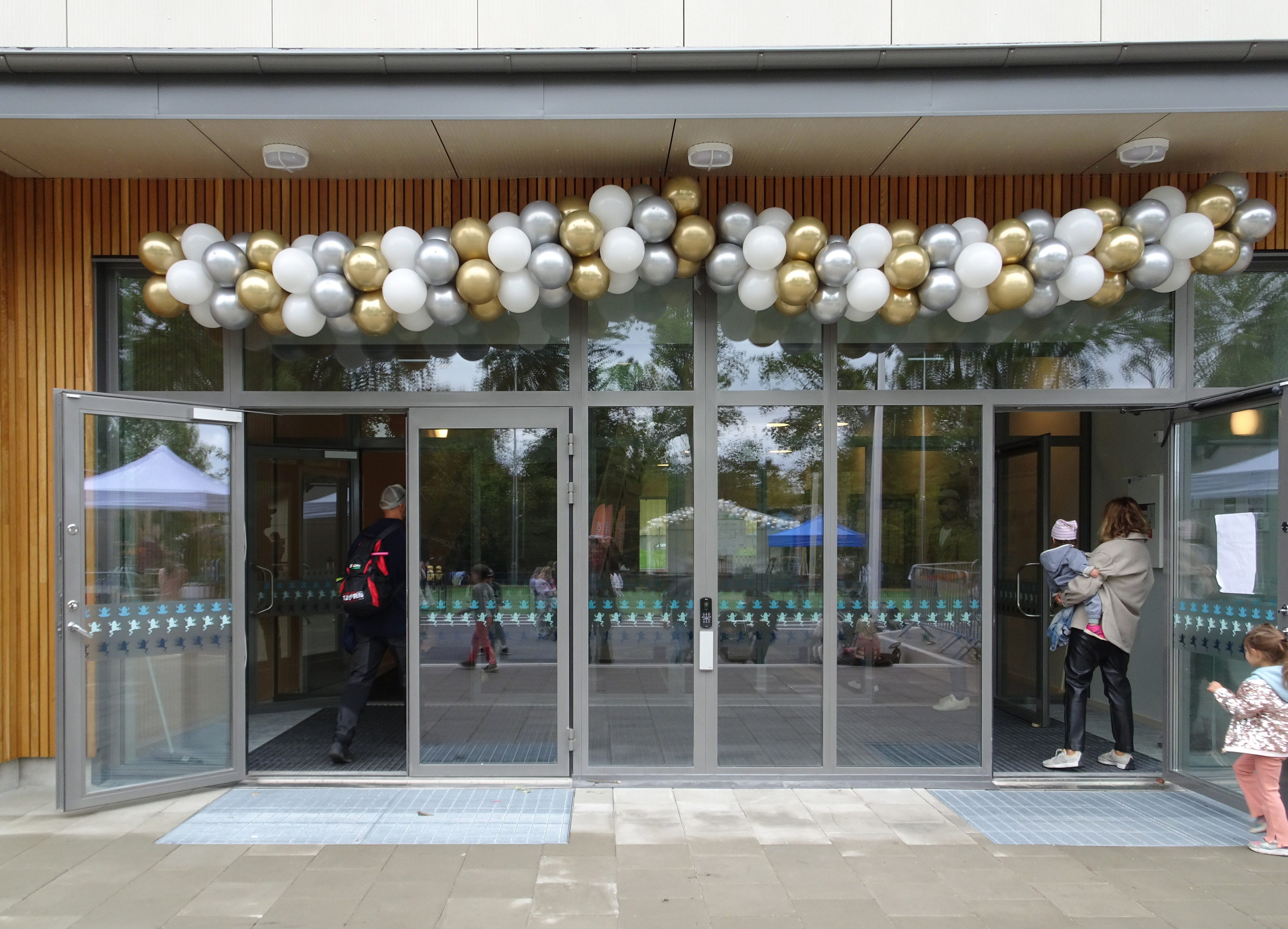
Entrén på invigningsdagen.

Interiör
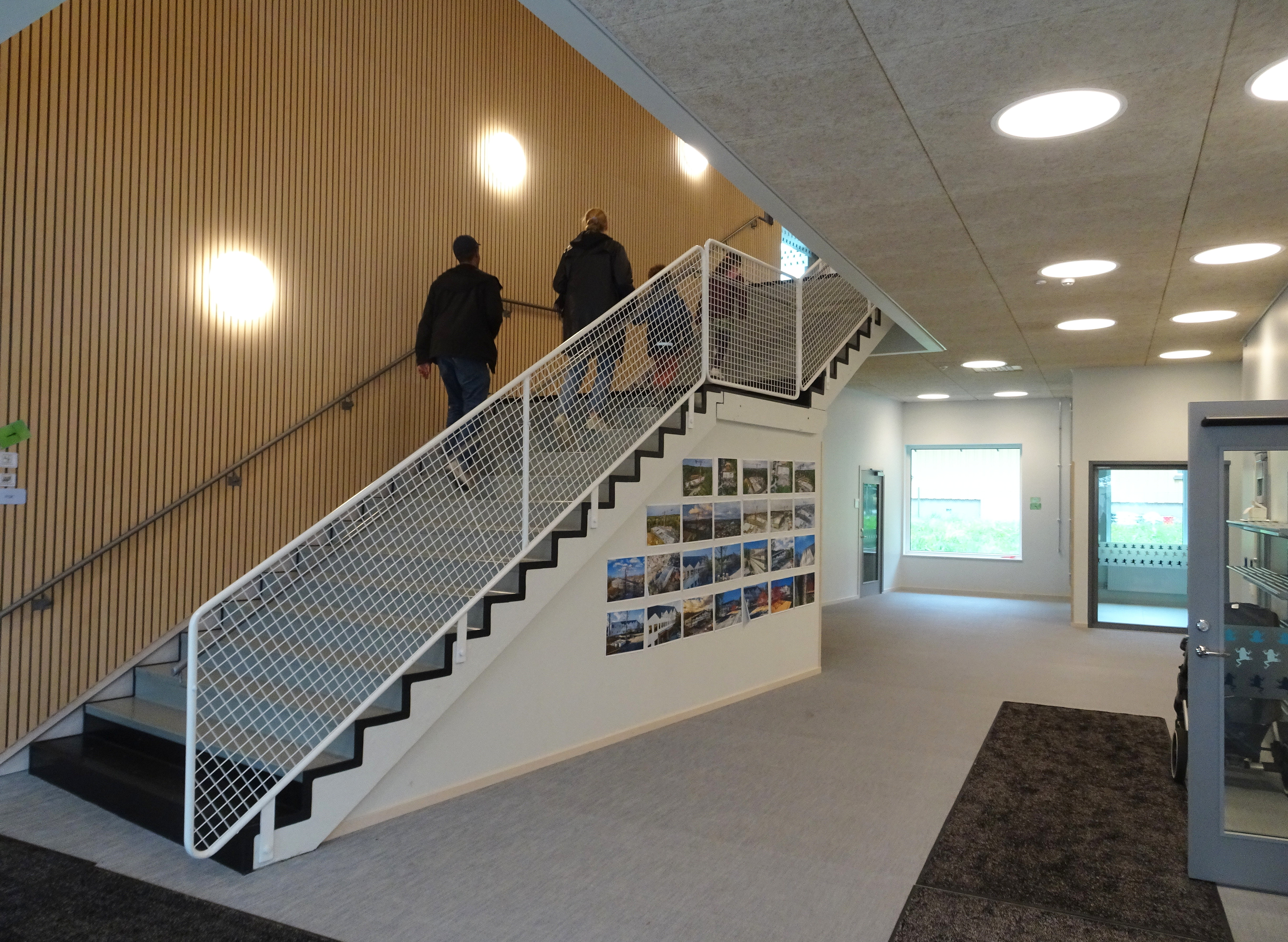
Entréhallen.
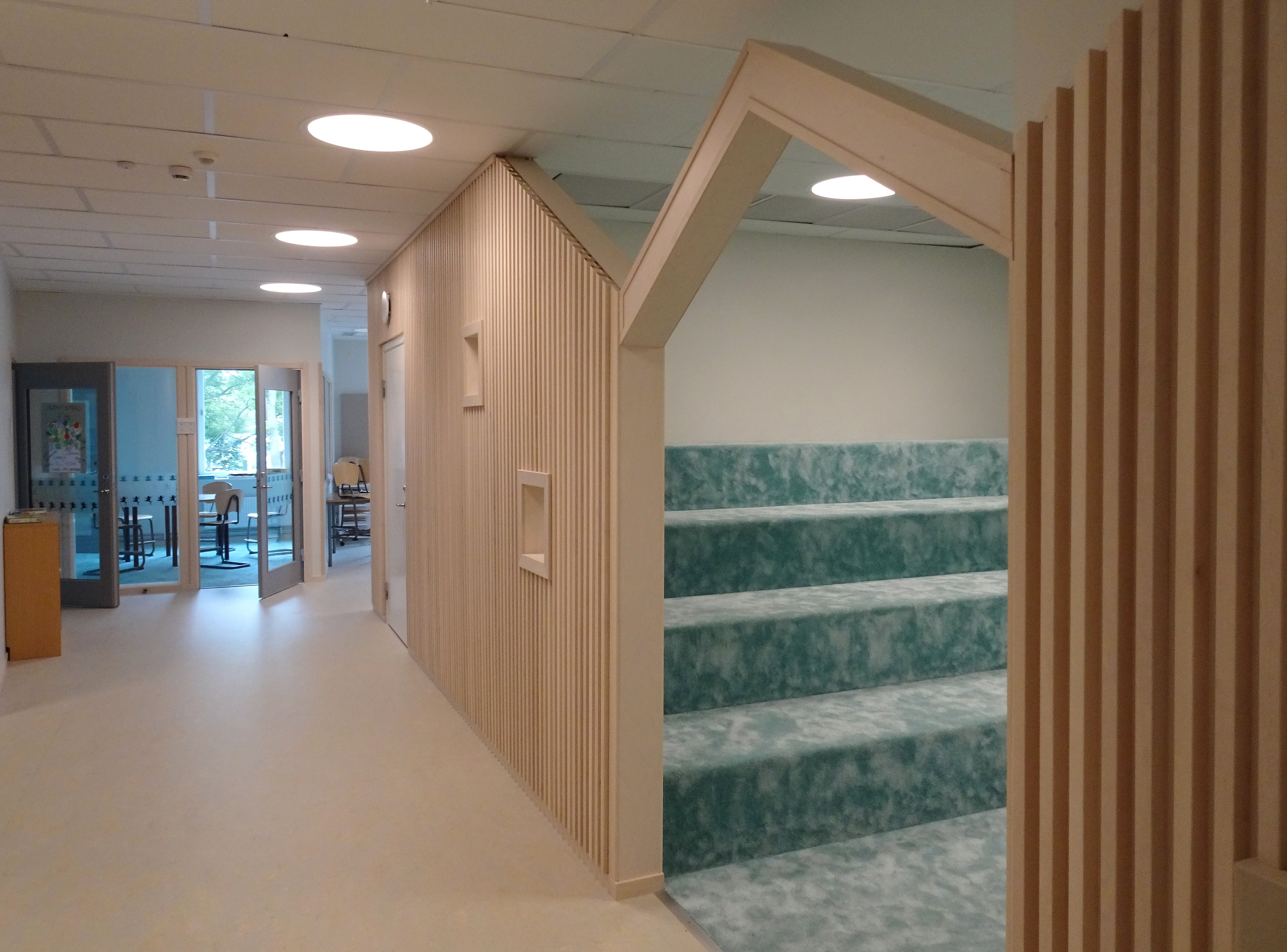
Klass- och samlingsrum.
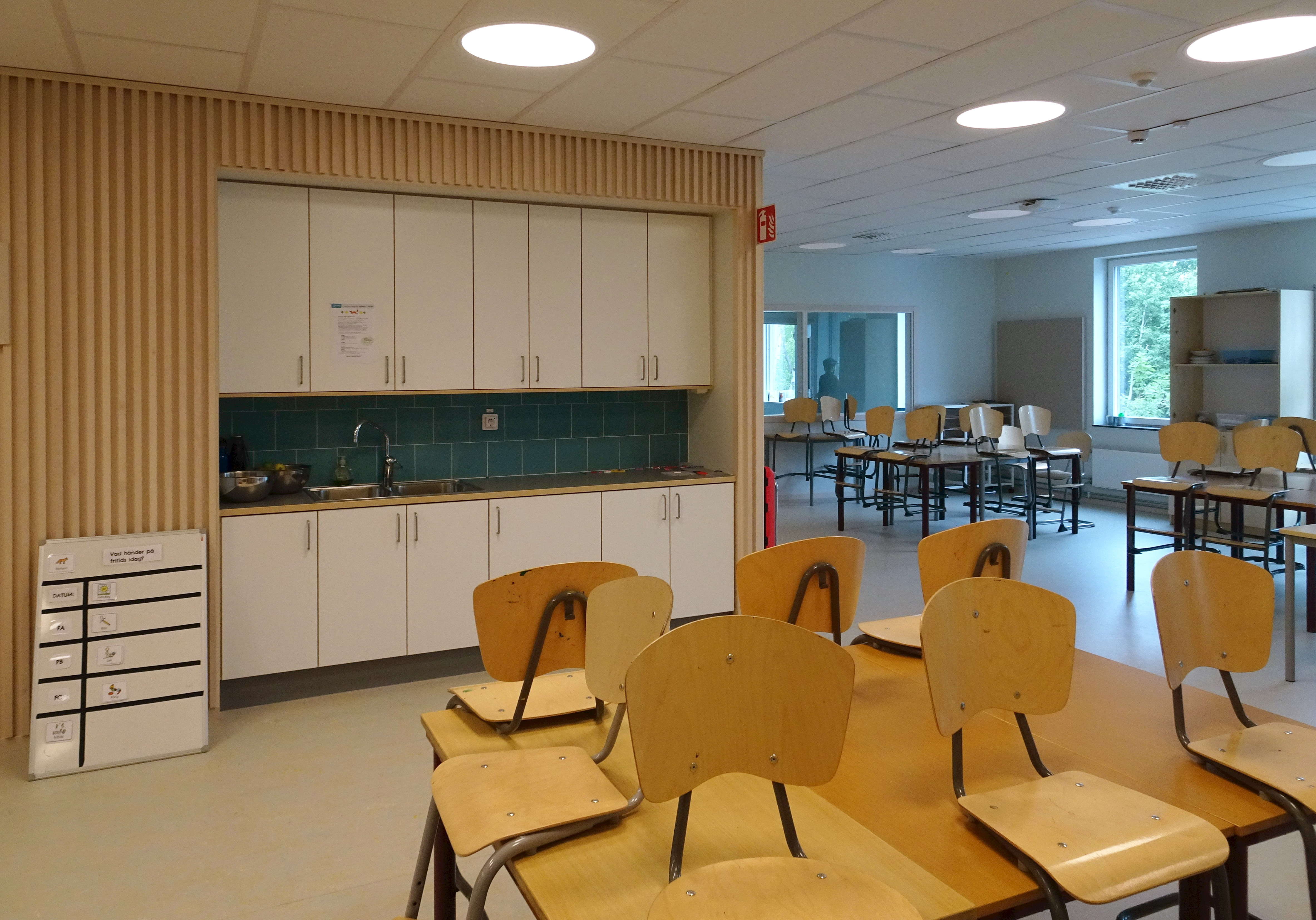
Matsalen.
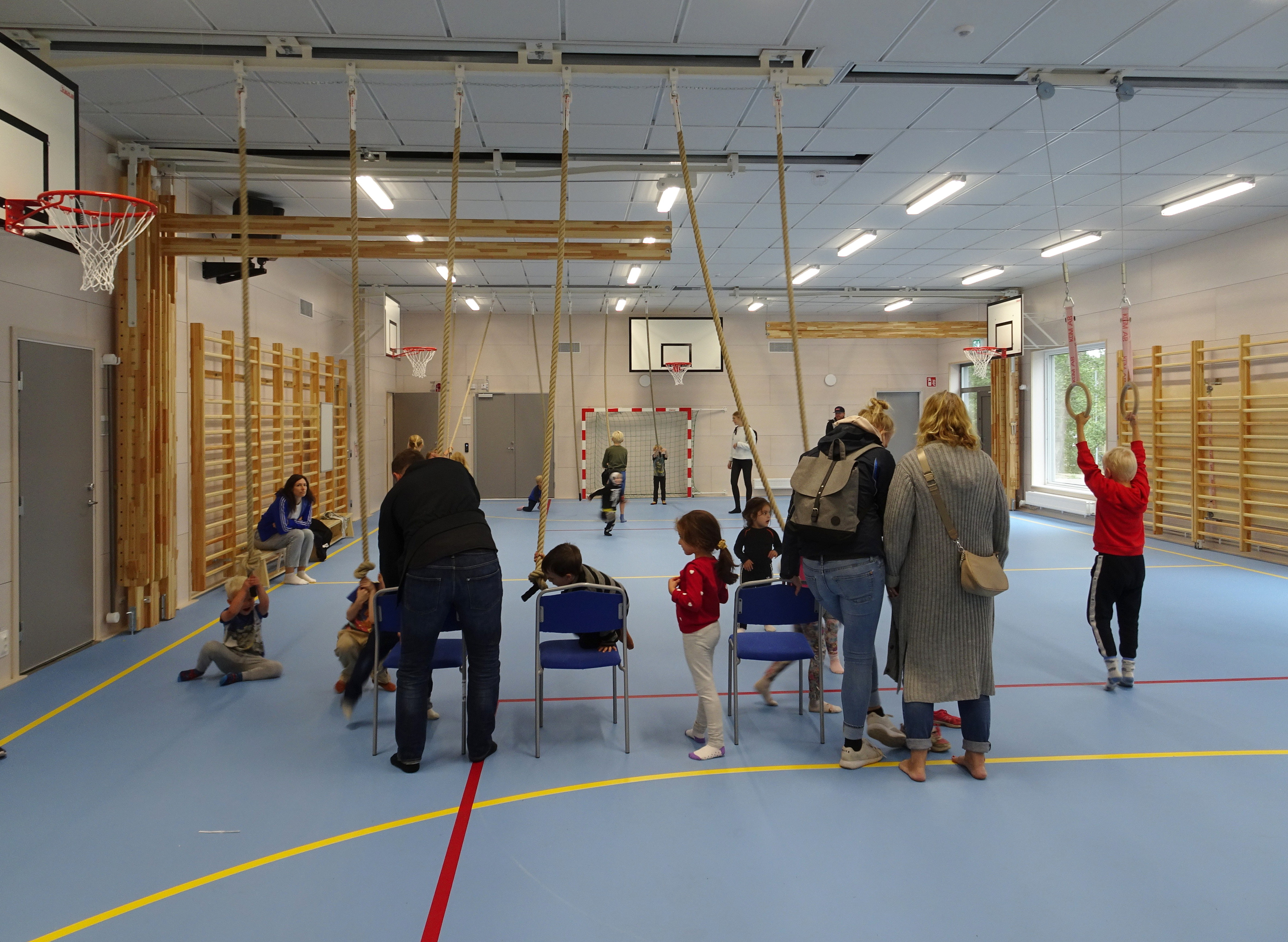
Gymnastiksalen.